# Jogok Pártja
A Jogok Pártja (horvátul: Stranka Prava) egy horvát nacionalista politikai párt volt az Osztrák Császárság, majd az Osztrák–Magyar Monarchia részét képező a Horvát-Szlavón Királyságban, majd a Szerb-Horvát-Szlovén Királyságban. A pártot 1861-ben alapította két befolyásos horvát nacionalista politikus Ante Starčević és Eugen Kvaternik, akik kiálltak a nagyobb horvát autonómia, majd később a horvát állam függetlensége mellett. Ebben az időszakban mérsékelt és keményvonalas nacionalista frakciói léteztek, majd Ante Starčević halála után a párt szerb-, és jugoszlávellenes, valamint republikánus vezetést kapott. A párt 1929-ben a diktatúra január 6-iki kikiáltása után feloszlott, majd néhány tag csatlakozott az Ante Pavelić által vezetett földalatti Usztasa nevű szervezethez. Jugoszlávia felbomlása után számos horvát és boszniai horvát politikai párt ezt a pártot tekintette elődjének.

## Története

### A Habsburg uralom idején
A Jogok Pártja 1861. június 26-án alakult, amikor Ante Starčević és Eugen Kvaternik először mutatta be a párt programját a horvát parlamentnek, mely nagyobb horvát autonómiát és önkormányzatot követelt a horvátok számára. A Jogpárt 1861-ben tulajdonképpen nem valódi politikai pártként, sokkal inkább ideológiai irányzatként jelent meg. Még több mint két évtizeden át inkább tömegeket vonzó nemzeti mozgalomként határozhatjuk meg, mintsem konkrét politikai programmal rendelkező politikai formációként. Abban az időben három áramlat létezett a horvát politikában: Az első áramlat, a Néppárt konkrét jogszabályok kiigazításával igyekezett a lehető legszélesebb autonómiát elérni; a másik áramlat, az Unionista Párt igyekezett minél szorosabb kapcsolatot fenntartani Magyarországgal, Horvátország sajátos autonómiájára csak Magyarországgal összefüggésben gondolt; a harmadik fél, a Jogok Pártja az Osztrák Monarchia keretein kívül szorgalmazta a független horvát állam eszményét. Az 1848-as eseményekből azt a következtetést vonták le, hogy Magyarország, valamint a Horvátországot és Szlavóniát, valamint Dalmáciát, Fiumét, a Katonai Határőrvidéket és Muravidéket magában foglaló ún. Háromegy Királyság között minden államjogi kapcsolat megszűnt. Az egyetlen közös a király személye volt, aki magyar királlyá koronázásával lesz Horvátország királya. Metternich centralista politikájához hasonlóan Bach abszolutizmusa sem aratott sok sikert híveik körében. Ferenc Józsefnek a monarchián belüli viszonyok erősítése érdekében a közelgő porosz- és olaszországi háború előtt tárgyalásokat kellett kezdenie a magyarok vezetőjével Deák Ferenccel, aki 1848-hoz képest jelentősen megváltoztatta hozzáállását. Tekintettel Ausztria poroszországi vereségére, Ausztriának Magyarországhoz kellett közelednie, hogy megerősítse pozícióját. Az Osztrák Birodalom veresége mindenesetre felkeltette az ellenfelek reményét annak közeli pusztulásával kapcsolatban. A párt képviselői nyilvánvalóan számoltak ezzel. Az osztrák-magyar rendezésnek az udvari tanácsban és a magyar országgyűlésben történő elfogadásával azonban a horvát országok egyesülésének lehetőségei nagymértékben beszűkültek. Dalmácia és Isztria az újonnan létrejött Osztrák-Magyar Monarchia osztrák részének része volt, a magyar részhez pedig Horvátország és Szlavónia tartozott. A Katonai Határőrvidék még mindig közvetlen bécsi igazgatás alatt állt. Az 1867. május 1-jén ülésező országgyűlésen Starčević is felszólalt, aki a közös ügyek ellen nyilatkozott. Megjelent egy új jobboldali fegyver is a színen – a politikai-szatirikus Zvekan című újság, amely csak szűk olvasói kör számára volt elérhető, de hatása nagy volt. Ezt egy évvel később felváltotta a Hervat politikai folyóirat, amelyet Ivan Matok szerkesztett és adott ki, és amelyet többnyire Ante Starčević és Eugen Kvaternik írt. A horvát-magyar rendezés 1868-ban valósult meg, amelynek megszövegezésében a magyar küldöttségnek volt döntő szava, és amely később az önállóság elvesztése miatt fontos szerepet játszott a horvát jobboldal népszerűségének növekedésében.
1871. október elején Kvaternik és több más párttag szembeszegült a hivatalos pártállásponttal, amely politikai megoldást hirdetett, a Rakovica melletti Broćanac faluban gyűltek össze és kikiáltották Horvátország függetlenségét, egyúttal elindították az ún. rakovicai felkelést. A lázadók a következő célokat hirdették meg:
- a horvát nép felszabadítása az osztrák és a magyar elnyomás alól
- a független Horvátország kikiáltása
- törvény szerinti egyenlőség
- települési önkormányzat
- a katonai határőrvidék eltörlése és a szabad megyék létrehozása
- mindkét vallás tisztelete szeretetben és egységben

A lázadók az ortodox szerbeket is igyekeztek bevonni a lázadásba. A horvát határőrség azonban nem csatlakozott a felkeléshez, így az három nap alatt elbukott. A legtöbb lázadót megölték, és a harcban maga Kvaternik is elesett. Ezt követően a Jogpárt egészen 1879-ig nem működött.
A párt indult az 1883-as horvát időközi parlamenti és az 1884-es horvát parlamenti választáson. A 19. század végén és a 20. század elején a párt különböző tagsági és politikai változásokon ment keresztül, mivel a különböző frakciók az idők során szétváltak és kibékültek. Ezek a frakciók gyakran tűztek össze azon, hogy ki képviseli legjobban a horvát állami jobboldalt. Ferenc József császár 1895-ös zágrábi látogatása során zászlóégetés történt, amit Fran Folnegović pártvezér cáfolt. Ante Starčević azonban ezzel nem értett egyet, és ő és követői, nevezetesen Eugen Kumičić és Josip Frank (egy katolikus hitre tért zsidó), megalakították az első Tiszta Jogok Pártját (horvátul: Čista stranka prava). Starčević 1896-ban halt meg, utódja Josip Frank lett, akinek vezetése alatt a párt a szerbellenesség felé orientálódott.
Az 1897-es horvát parlamenti választáson mindkét párt indult. 1902-ben a két fél kibékült; 1905-ben azonban a párt vezetése Frano Supilo vezetésével beolvadt a horvát-szerb koalícióba, és ismét megalakult a Tiszta Jogok Pártja. Starčević Jogpártja részt vett az 1908-as horvát parlamenti választáson. A következő évben, 1909-ben, maga a Tiszta Jogok Pártja is szétesett, Mile Starčević, Ante Pavelić és mások azzal vádolták Frankot, hogy Rauch Pállal szövetkezett. A pártból kiváltak megalakították Starčević Jogpártját. Mind a Starčević, mind a Frank-féle Jogok Pártja részt vett az 1910-es horvát parlamenti választáson. 1911-ben Frank meghalt, és a két frakció beolvadt az utóbbiba. 1913-ban Frank régi támogatói megalakították a Tiszta Jogok Pártját, ezúttal Aleksandar Horvat vezetésével. Mindkét fél részt vett az 1913-as horvát parlamenti választáson. A párt az akkor különálló Dalmáciában is tevékenykedett, ahol részt vett az 1895-ös, 1901-es és 1908-as választásokon.

### Az első világháború után
A Jogpárt üdvözölte a Monarchia első világháború nyomán történt felosztását, mint a szlovének, horvátok és szerbek független államának létrehozásának eszközét. 1918 októberében a Jogok Pártja bejelentette feloszlását, alig egy hónappal később azonban megújult, és bejelentette új célját, a nemzeti és állami önállóság megmentésére. Amikor 1918. december 1-jén a szlovének, horvátok és szerbek állama kikiáltotta egyesülését a Szerb Királysággal, a Jogok Pártja tiltakozást szervezett. 1919. március 1-jén, ugyanazon a napon, amikor az Ideiglenes Nemzetgyűlés ülésén nem volt jelen, a Jogok Pártja a nevét Horvát Jogok Pártjára változtatta. 1919. márciusi programjukban a párt tagjai a népek önrendelkezésének jogán Horvátország függetlenségét kérték. Ebben a programban a Jogok Pártja – szemben a Karađorđević-ház monarchiával, amelynek uralmát minden horvát politikus elfogadta, kivéve Stjepan Radić Horvát Parasztpártját – republikanizmusát hangsúlyozta. Fő céljaik Ante Starčevićnek a független horvát állam megteremtéséről szóló elképzelései voltak. A koncepciójuk része volt az összes horvát föld egyesítésének szükségessége, beleértve Bosznia-Hercegovinát is. A programot a Jogpárt elnöke, Vladimir Prebeg és a párt titkára, Ante Pavelić írta.
1919 és 1920 között a Horvát Bizottság nevű forradalmi szervezet a Frankistákként ismert Jogpárt tagjait tömörítette. A Jogok Pártja részt vett a Szerb-Horvát-Szlovén Királyság 1920-as nemzetgyűlési választásán. Az akkori horvát politikát a Horvát Parasztpárt kezdte uralni, de 1921-ben a horvát pártok megkezdték a Horvát Nemzeti Képviselet (Horvát Blokk) megalakítását, amelynek része volt a Jogok Pártja is. Stjepan Radić és más koalíciós vezetők 1922 végére kizárták a Jogok Pártját a koalícióból. A Jogok Pártja önállóan indult az 1923-as szerb-horvát-szlovén parlamenti választáson. Nem került be az 1925-ös parlamenti választásba, de ugyanabban az évben ismét csatlakozott a blokkhoz. A Jogok Pártja a Horvát Parasztpártból, a Horvát Unióból és a Jogok Pártjából álló Horvát Blokk részeként együttműködött Stjepan Radićcsal. A Jogok Pártja önmagában nem tudta befolyásolni a horvátok többségét, mivel fő támogatójuk kisszámú középosztálybeli állampolgár volt, akiknek többsége Zágrábban élt, míg Stjepan Radić a másutt élő horvátok között dominált. Ezen a blokkon belül a Jogok Pártja ellenezte a szerb nacionalista hegemóniát és centralizmust. Néha kifogásolták, hogy Radić kész megegyezésre jutni a szerb féllel. A Jogpárt fő eszköze a horvát jobboldal (Hrvatsko pravo) koncepciója volt, amely fenntarthatatlanná tette a jugoszlávizmus eszméjét, tévhitnek és Horvátország függetlenségének legfőbb akadályának értékelve azt. Ennek ellenére a Jogok Pártjának vezetői kapcsolatot létesítettek a belgrádi Népi Radikális Párttal, és alkalmanként saját érdekeikért harcoltak. 1924–25-ben ez az ellentmondásos viszony nyilvánosságra került, különösen akkor, amikor a párt akkori alelnöke, Mirko Košutić nyilvánosan megvádolta a pártvezetés többi tagját azzal, hogy a Horvát Blokk érdekei ellen szövetkezett Nikola Pašić kormányával.
1929-ben Sándor király bevezette a január 6-iki diktatúrát. Minden politikai pártot betiltott, és a Jogok Pártjának militáns szárnya a föld alá vonult, hogy megszervezze az Usztasa mozgalmat, élén Ante Pavelićcsel aki a párt szerbellenes szárnyának legmeghatározóbb személyisége volt.

## Öröksége
A mai Horvát Jogok Pártja, amelyet 1990-ben alapítottak, azt állítja, hogy a Jogok Pártjának utódpártja. 1990 óta több szakadár párt alakult, amelyek ugyanezt állítják:
- Horvát Tiszta Jogok Pártja,
- Horvát Jogok Pártja 1861,
- Autochton Horvát Jogok Pártja,
- Dr. Ante Starčević Horvát Jogok Pártja,
- Bosznia-Hercegovinai Horvát Jogok Pártja,
- Horvát Jobboldal,
- Bosznia-Hercegovinai Jogok Pártja 1861

## Fordítás
- Ez a szócikk részben vagy egészben  a   Party of Rights című angol Wikipédia-szócikk ezen változatának fordításán alapul.  Az eredeti cikk szerkesztőit annak laptörténete sorolja fel. Ez a jelzés csupán a megfogalmazás eredetét és a szerzői jogokat jelzi, nem szolgál a cikkben szereplő információk forrásmegjelöléseként.
- Ez a szócikk részben vagy egészben  a   Stranka prava című horvát Wikipédia-szócikk ezen változatának fordításán alapul.  Az eredeti cikk szerkesztőit annak laptörténete sorolja fel. Ez a jelzés csupán a megfogalmazás eredetét és a szerzői jogokat jelzi, nem szolgál a cikkben szereplő információk forrásmegjelöléseként.